# Perrefitte
Perrefitte (Duits (verouderd): Beffert) is een gemeente en plaats in het Zwitserse kanton Bern, en maakt deel uit van het district Jura bernois.
Perrefitte telt 456 inwoners.